# 杭州奥体博览城
杭州奥体博览城（英語：Hangzhou Olympic Expo Center），位于杭州市钱塘江南岸的滨江区和萧山区两区分界的七甲河两侧，是一个以体育、博览为特色，集文化、商贸、旅游、居住、演艺、美食、休闲、度假、购物等功能于一体的大型城市综合体。由杭州奥体中心、杭州国际博览中心、杭州世纪中心组成。

## 简介
2006年谋划建设，2007年正式启动，2009年9月开工建设。建成后部分体育设施将免费向市民开放。
博览城总面积5.8平方公里。其中核心区面积154.37公顷，共有主体育场、体育游泳馆、国际博览中心、综合训练馆、七甲船闸改建、七甲河整治(含跨河桥梁)、观澜路、沿江配套设施及车库、滨盛路下穿隧道、杭州之门双塔、地铁奥体中心站上盖物业、地铁博览中心站上盖物业12个项目。总投资271.8亿元，核心区总建筑面积272万平米。
奥体博览城所在的位置分占了滨江区和萧山区的土地。七甲河左岸的滨江区内，有主体育场、网球中心，以及地铁6号线、7号线奥体中心站上盖物业的3幢高楼。七甲河右岸的萧山区内，有体育游泳馆、杭州国际博览中心、综合训练馆和城市之门，以及6号线博览中心站上盖物业的2幢高楼。

## 主要设施

### 杭州奥体匹克体育中心

#### 主体育场
建筑面积22.9万平方米（其中地下建筑面积6.1万平方米）。可举办国际性田径与足球比赛。有80000座观众席分成上中下三层，看台在北面断开，目的是方便场内散热和观众观看钱塘江风景。外表设计概念吸取了丝绸纹理和动态钱塘江水的理念，外面是钢结构的28片大花瓣和27片小花瓣。2013年11月28日，钢结构正式合龙。2019年开始启用。
首层和地下一层设体育竞赛用房、杭州非物质文化遗产保护中心、杭州群众文化活动中心和中国印学博物馆新馆。二层设有环形平台，并与网球中心二层平台连接。体育场将免费向市民开放。
- 建设中的体育场，2012年10月
- 建设中的体育场，2013年9月
- 建设中的体育场，2015年9月
- 体育场外观，2019年9月
- 体育场内部，2019年9月

#### 网球中心

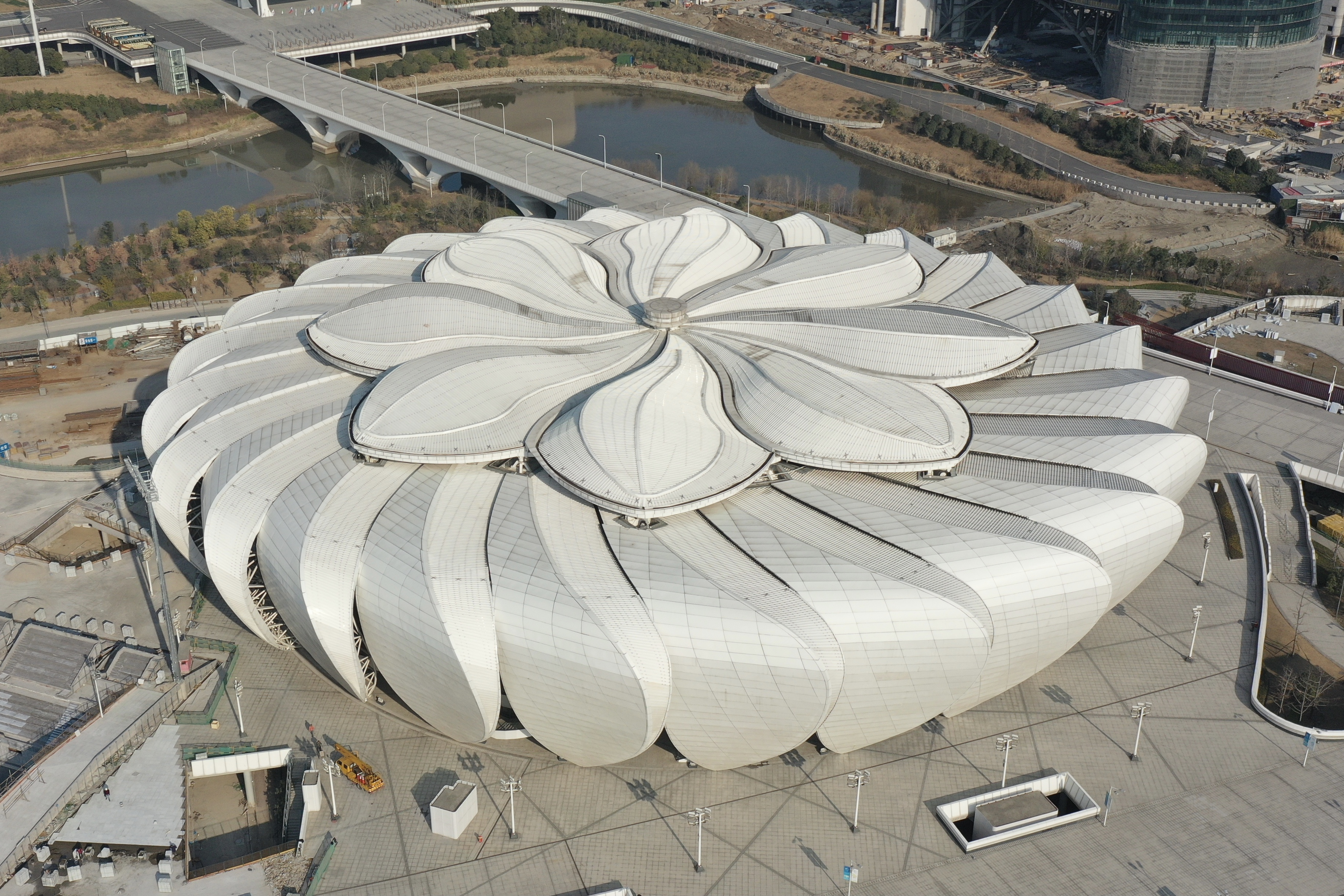
网球中心位于主体育场南侧，其顶部花瓣形顶棚可以打开。

建筑面积40930平方米，总座席数1.56万座。包括一个有1万个座位的决赛场地，两个各2000座位的半决赛场地，8个预赛场地，10个练习场和2个室内场地。依照国际顶级网球赛事标准设计。
主体育场与网球场通过平台相连。经过内部改造，网球中心于2018年12月承办了世界短池游泳锦标赛。
2024年杭州公开赛于2024年9月18–24日在杭州奥体中心网球场举行，为2024年ATP巡回赛的一部分。赛事级别为ATP250巡回赛，比赛场地为室外硬地球场。这是首届杭州公开赛，取代了之前的珠海网球冠军赛。
杭州滨江国际男子职业网球挑战赛是在杭州滨江区举办的一项男子职业网球赛事，属于ATP挑战巡回赛，级别为ATP125挑战赛，首届比赛于2024年10月7日至13日在网球中心举行。

#### 体育游泳馆

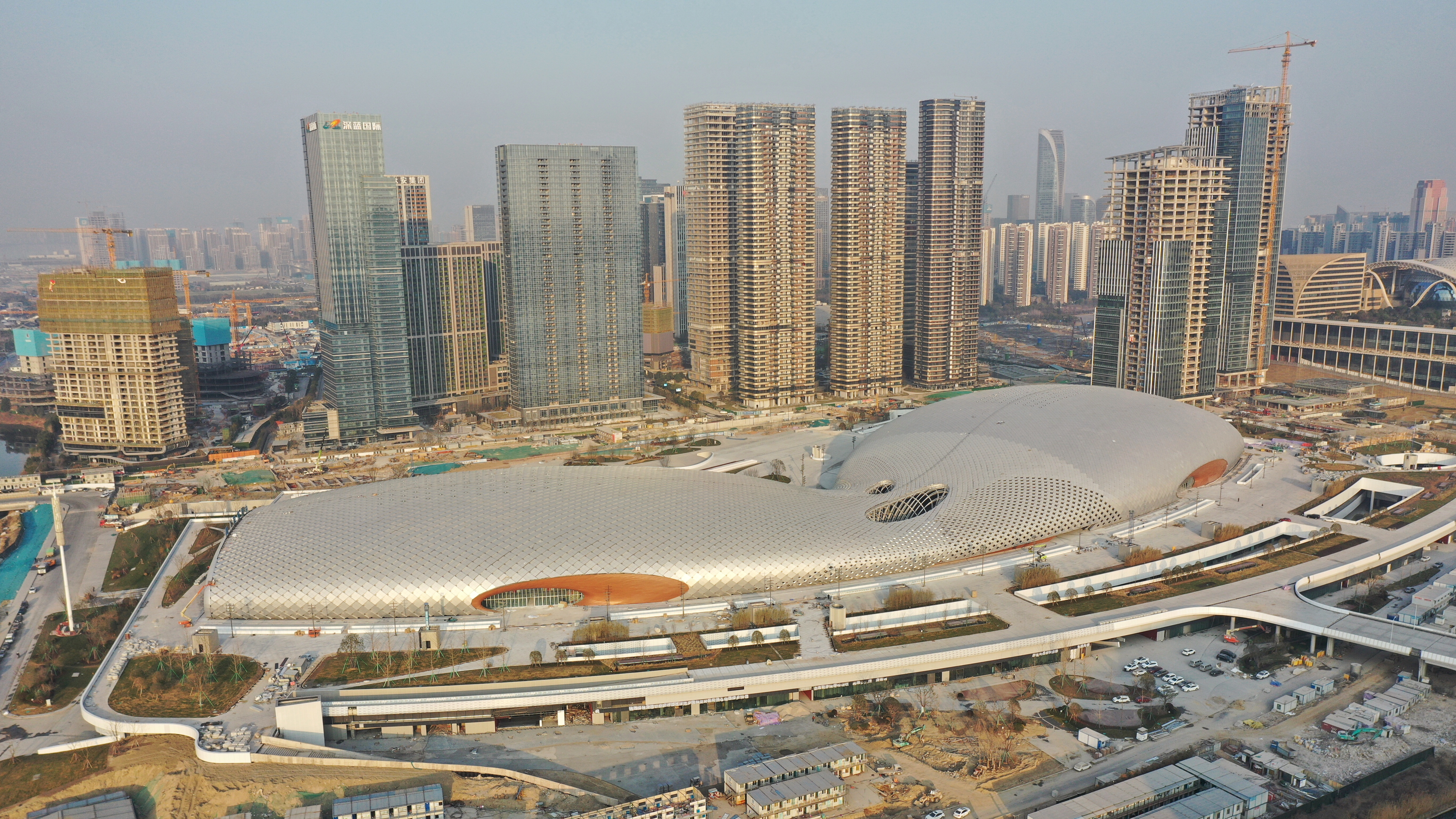
体育游泳馆位于主体育场东侧，蝶形设计。

总建筑面积39.7万平米，体育馆有18000座（其中2000座活动座位），能举行篮球、羽毛球、排球、乒乓球、手球、竞技体操、拳击、武术、室内足球等各种室内比赛和文娱演出。6000座（其下层2500座在赛后可以拆除）的游泳馆集游泳、跳水比赛和训练为一体，有50米×25米的标准竞赛池，25米×25米的标准跳水池，训练馆设50米×16米的热身池。
2012年9月，其建筑外型被网友议论像比基尼。
2023年5月8日晚上，2023年CBA总决赛在杭州奥体中心体育馆开战，浙江稠州金租男篮以99比107败于辽宁本钢队，大比分0比1落后。5月10日晚，浙江稠州金租男篮以93比111再次不敌辽宁男篮，大比分0-2落后。
2023年与2024年世界羽联世界巡回赛总决赛在此举行。

#### 综合训练馆
位于奔竞大道227号，杭州世纪中心西侧，建筑面积18万平米。

### 国际博览中心
建筑面积84万平方米（其中地下30.8万平方米），设国际标准展位7500个，其中1000个为室外展位，有28个综合性会议室。含会展中心、上盖物业、屋顶花园、地下商业、地下车库及机房五大功能区。博览中心的钢结构总用量达15万吨，是北京鸟巢外部结构用钢量的3.5倍多。它的土方开挖总量达到250万方，主体工程于2013年12月全部结顶。
屋顶花园设置成11000平米的“城市客厅”，平时对市民开放。博览中心于2015年竣工。
杭州国际博览中心是2016年G20杭州峰会的主场馆。

### 超高层双塔

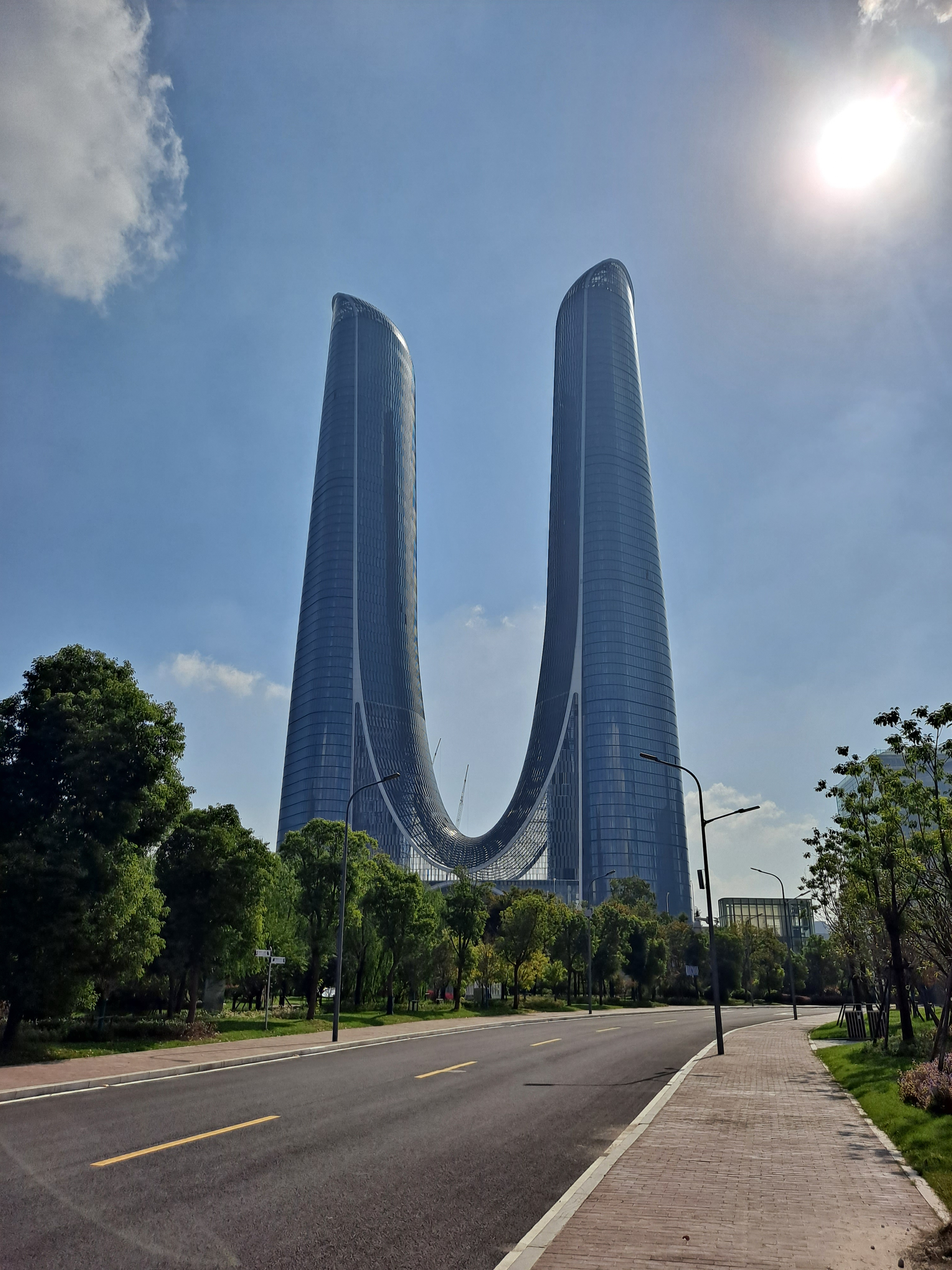
杭州世纪中心

杭州世纪中心是一座位于奥体博览城的双子高楼，2023年竣工，高310米的它是“长三角最高双塔建筑”及目前“杭州第一高楼”。

## 交通
钱江二桥、钱江三桥、庆春隧道、博奥隧道（2021年8月28日开通）、地铁1号线、地铁2号线连接钱江南北两岸，快速到达主城。
博览城位于钱江世纪城地块，与火车站、萧山国际机场距离半小时车程。
杭州地铁6号线和7号线穿博览城而过，分别设奥体中心站和博览中心站，两站于2020年12月30日开通运营。